# Bronisław Blumski
Bronisław Filibert Blumski (ur. 22 sierpnia 1896 w Warszawie, zm. 27 marca 1935 pod Przemyślem) – major artylerii Wojska Polskiego, kawaler Orderu Virtuti Militari.

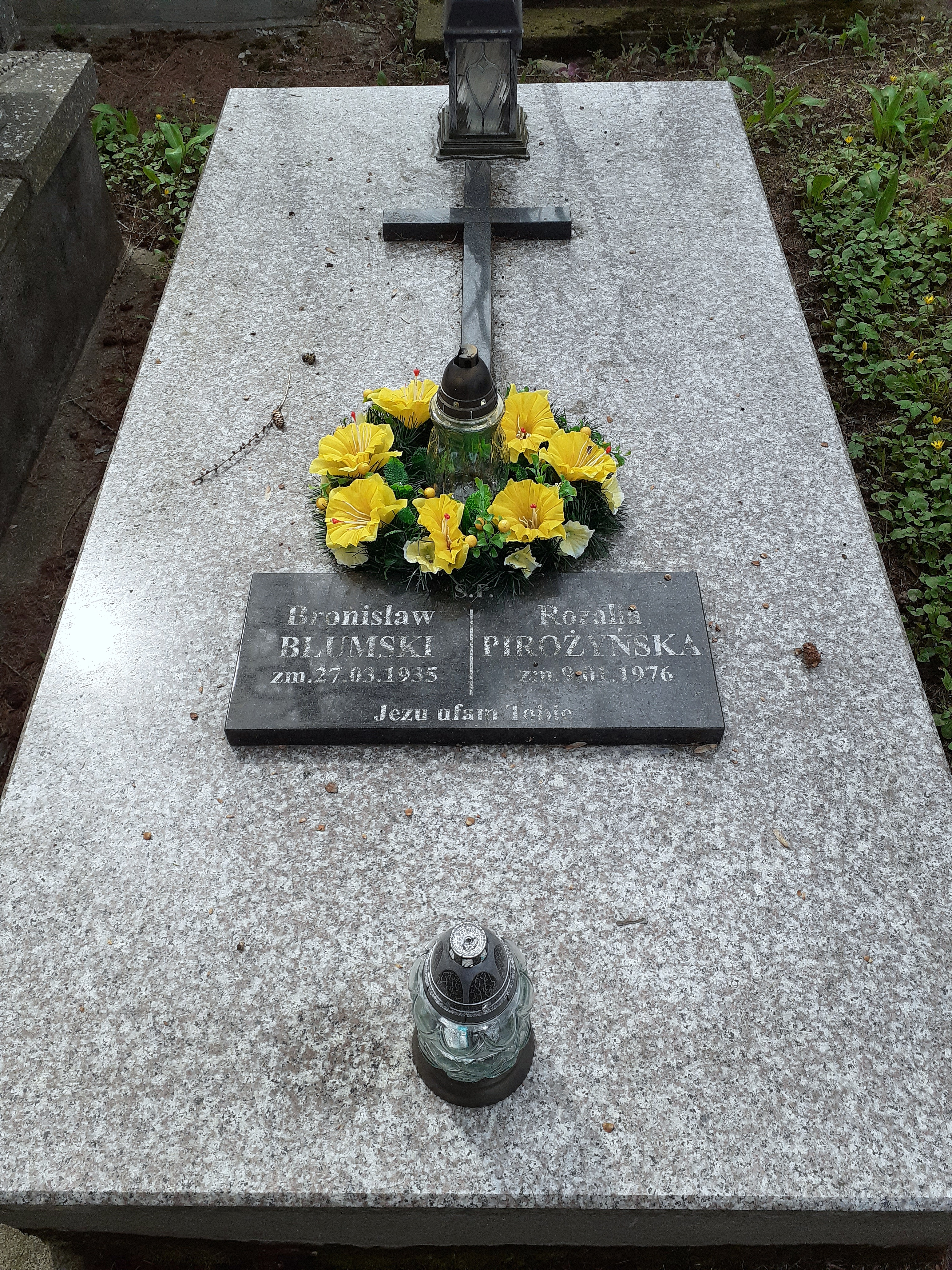
Grobowiec Bronisława Blumskiego

## Życiorys
Urodził się 22 sierpnia 1896 w rodzinie Tadeusza (ur. 1865), urzędnika na stanowisku zarządcy w C. K. Urzędzie Skarbowym w Złoczowie do 1914, i Stanisławy z Rafałowskich. Był bratem Zygmunta Izydora, także legionisty i oficera Wojska Polskiego . 
W 1914 zdał egzamin dojrzałości z chlubnym wynikiem w C. K. Gimnazjum w Złoczowie (do 1913 bracia Blumscy uczyli się razem w VII klasie). Był skautem, należał do organizacji „Zarzewie” oraz XX Polskiej Drużyny Strzeleckiej w Złoczowie. 
Podczas I wojny światowej służył w 1 pułku piechoty w składzie I Brygady Legionów Polskich w stopniu sierżanta. Po przejściu frontu w bitwie pod Rarańczą w połowie lutego 1918 był internowany, a później służył wcielony do c. k. armii na stanowisku dowódcy plutonu.
Po odzyskaniu przez Polskę niepodległości został przyjęty do Wojska Polskiego. Początkowo służył w 37 pułku piechoty w Przemyślu. Pierwotnie był mianowany podporucznikiem piechoty, później zweryfikowany w stopniu porucznika gospodarczego ze starszeństwem z dniem 1 czerwca 1919. Podczas wojny z bolszewikami był oficerem żywnościowym 4 Dywizji Piechoty. W 1923 był oficerem Departamentu VII Intendentury MSWoj. Następnie został awansowany na kapitana artylerii ze starszeństwem z dniem 1 lipca 1923. W 1925 ukończył kształcenie w Szkole Młodszych Oficerów Artylerii w Toruniu. Od tego czasu w dalszych latach 20. był oficerem 22 pułku artylerii polowej W Rzeszowie (jako dowódca baterii, kierownik referatu). Został awansowany na stopień majora artylerii ze starszeństwem z dniem 1 stycznia 1931. Od początku lat 30. służył w 10 pułku artylerii ciężkiej w Przemyślu, jako dowódca baterii, dowódca II dywizjonu, od czerwca 1933 na stanowisku kwatermistrza.
Należał do przemyskich oddziałów: Związku Legionistów Polskich oraz od 1934 Ligi Morskiej i Kolonialnej. 
27 marca 1935 popełnił samobójstwo strzałem z rewolweru w pociągu na trasie ze Lwowa do Przemyśla, na odcinku za Medyką (jako przyczyna targnięcia się na własne życie został podany rozstrój nerwowy). Został pochowany na cmentarzu Głównym w Przemyślu.

## Ordery i odznaczenia
- Krzyż Srebrny Orderu Wojskowego Virtuti Militari nr 7190
- Krzyż Niepodległości (9 listopada 1931)[18]
- Krzyż Walecznych
- Srebrny Krzyż Zasługi (3 sierpnia 1928)[19][20]